# Anorexia mirabilis
Anorexia mirabilis (z łac. i gr. “cudowny brak apetytu”) – zaburzenie odżywiania znane również jako święta anoreksja, które było powszechne w czasach średniowiecza w Europie, choć nie tylko. W dużej mierze dotykało głównie zakonnic. Sama praktyka samogłodzenia była powszechna wśród religijnych, głównie młodych kobiet, jako sposób naśladowania cierpienia Jezusa Chrystusa w jego męce podczas Pasji.
Zastanawiający jest fakt, że większość ze świętych poszczących stanowiły kobiety. Część z nich została wyniesiona do wyższego stanu społecznego a nawet zyskało dużą sławę z powodu niecodziennej praktyki żywieniowej. Trwa dyskusja czy anorexia mirabilis stanowi pewną historyczną kontynuację jadłowstrętu psychicznego i takie stanowisko utrzymuje część badaczy, choć pojawiają się również głosy, że anoreksję mirabilis należy rozumieć jako odrębną, średniowieczną formę religijnej pobożności kobiet w konkretnej sytuacji społeczno-historycznej.

## Objawy
Anorexia mirabilis charakteryzuje się przede wszystkim odmawianiem przyjmowania pokarmu niosącym za sobą niedożywienie a czasami prowadzącym do śmierci. Zaburzenie to różni się od jadłowstrętu psychicznego tym, że jest bezpośrednio związane z aspektami religijnymi, podczas gdy u przyczyn anoreksji badacze upatrują się czynników osobowościowych. Choć zaburzenie to jest z definicji związane z religią, konkretnie z katolicyzmem, to praktyka samogłodzenia nie została uznana za prawidłową postawę przez przedstawicieli zwierzchnictwa religijnego. W historii zdarzały się przypadki przeciwstawienia się nakazom przełożonego zakonnego przez głodującego, aby zaprzestał postu. Ponadto poszczący wyróżniali się innymi, niecodziennymi zachowaniami ukierunkowanymi na spowodowanie sobie bólu na wzór cierpienia Jezusa Chrystusa oraz wydaniu się nieatrakcyjnym, w nadziei na uniknięcie małżeństwa i potencjalnego kontaktu seksualnego.

## Historia i współczesne przypadki
Istnieje dokumentacja dotycząca około dwóch trzecich religijnych kobiet oficjalnie uznanych przez władze Kościoła rzymskokatolickiego za święte, błogosławione, Czcigodne Sługi Boże, które żyły po 1200 r., dowodząc, że ponad połowa z nich wykazywała wyraźne objawy anoreksji, z dostępną bardziej rozległą i wysoce wiarygodną dokumentacją dla około 25 z nich. Przykładem świętej anorektyczki jest Katarzyna ze Sieny.
Pierwszym potencjalnie opisanym przypadkiem osoby cierpiącej na anorexia mirabilis jest żywot Św. Wilgefortis, legendarnej postaci, która jakoby mieszkała w Galicji między VIII a X wiekiem. Św. Wilgefortis postanowiła głodować oraz złożyła śluby czystości, w celu uniknięcia niechcianego małżeństwa zaarażowanego przez jej ojca. Poprosiła Boga, aby uczynił ją brzydką, na skutek czego wyrosła jej nadmierna ilość włosów na twarzy i ciele, co jest częstym objawem niedożwienia u kobiet. Potencjalny mąż odrzucił ją ze względu na jej nieatrakcyjny wygląd i dlatego, aby ukarać córkę za sabotowanie związku, jej ojciec, król Portugalii kazał ją ukrzyżować.
Opisywanemu zaburzeniu odżywiania często towarzyszyły zachowania, które przez współczesnych lekarzy zostałyby uznane za niepokojące lub niebezpieczne. Aniela z Foligno była znana z jedzenia strupów z ciał biedaków, a Katarzyna ze Sieny ze zbierania do naczynia ropy z ciała chorych.
Chociaż zaburzenie to występowało najczęściej w okresie średniowiecza, zdarzają się również współczesne przypadki. W 2014 r. badacze medycyny opublikowali artykuł opisujący przypadek niezidentyfikowanej kobiety po sześćdziesiątym roku życia, urodzonej w Chicago w stanie Illinois, która najprawdopodobniej cierpiała na anorexia mirabillis. Kobieta postanowiła wstąpić do klasztoru w wieku 13 lat i zaczęła ograniczać spożywanie pokarmów w nadziei na osiągnięcie świętości.